# Parkváros (Érd)
Parkváros Érd északkeleti része, Törökbálint és Érd többi városéresze ölelésében.

## Fekvése
Északi határa a Sulák-patak fokozatosan mélyülő völgyében futó Felsővölgyi út, nyugati határán az M7-es autópálya választja el Fenyves-Parkvárostól, déli részén a Fundoklia-völgy és Dombosváros, keleten pedig Vincellér és Érdliget határolja.

## Története
A parkvárosi részt 1930-ban kezdték el parcellázni. A sztráda lehajtójánál később kisebb helyi autóbuszállomás épült, végül a közelmúltban megnyílt Interspar áruház növelte meg a Bem tér lokális centrum szerepét.

## Közlekedés
Parkvárosba a kedvező fekvése miatt legkönnyebben az M7-es autópályáról lehet eljutni autóval. Busszal hamar elérhető Budapest illetve Érd többi városrésze is. Az Iparos utcán, a Bajcsy-Zsilinszky úton és a Riminyáki úton keresztül halad a város legforgalmasabb helyközi járata, a 735-ös busz. A Lőcsei utca és Ürmös utca hasonlóan frekventált.

## Látnivalók
- Berza-kert

## Külső hivatkozások
- Érd weblapja